# Voo China Airlines 611
O Voo China Airlines 611 foi realizado por um Boeing 747 que partiu do Aeroporto Internacional Chiang Kai-shek em Taiwan em 25 de maio de 2002 com destino ao Aeroporto Internacional Chep Lap Kok, em Hong Kong.
Porém 25 minutos após a decolagem o avião desapareceu das telas de radar. O avião sofreu uma despressurização explosiva e a parte traseira do avião quebrou e se soltou da fuselagem, quebrando o avião em vários destroços enquanto estava sobre o estreito de Taiwan e os destroços caíram no mar. Todos os passageiros e a tripulação morreram no acidente.

## O voo e o desastre
A rota Taiwan-Hong Kong é uma das mais movimentadas do mundo. É tão lucrativa, que a fez ser conhecida como a Rota de Ouro.
No dia 25 de maio, às 14h50 horário local, o voo decolou, com previsão de chegada às 16h28. Porém, 25 minutos após a partida a aeronave, que se encontrava a 35 000 pés de altitude, sumiu dos radares, próxima às Ilhas Pescadores, no Estreito de Taiwan. Todas as 225 pessoas a bordo (206 passageiros e 19 tripulantes) morreram.

## Os passageiros

### Nacionalidades
| Nacionalidade   | Passageiros | Tripulantes | Total |
| --------------- | ----------- | ----------- | ----- |
| China           | 9           | 0           | 9     |
| Hong Kong       | 5           | 0           | 5     |
| Singapura       | 1           | 0           | 1     |
| Estados Unidos  | 1           | 0           | 1     |
| Taiwan (Taiwan) | 190         | 19          | 209   |
| Total           | 206         | 19          | 225   |

## Busca pelos corpos
Cento e setenta e cinco (175) corpos dos 225 passageiros foram encontrados. Os primeiro 84 corpos foram encontrados boiando, por embarcações de pesca, da guarda costeira e militares.
A maioria dos corpos recuperados dos passageiros que estavam na parte traseira do avião estava nua, devido às forças de descompressão.

## Investigação
A busca por evidências foi muito complicada. Inicialmente, achavam que o problema era no motor mas após algum tempo a caixa-preta foi examinada e não mostrava nada estranho com relação as conversas avião-torre.
Somente com a análise detalhada de peças, descobriu-se uma parte da fuselagem do avião que havia se soltado durante o voo, ocasionando o desastre.
A peça havia sido danificada durante um pouso 22 anos antes, devido a um tailstrike (raspagem da cauda durante um pouso) e apenas foi feito um reparo, quando o manual de manutenção da Boeing dizia que devia ser trocada toda a peça. Então, durante 22 anos, a peça foi abrindo rachaduras na fuselagem do avião, que resultou no desastre. O acidente do China Airlines 611 foi bem similar ao Japan Airlines 123 em que um Tailstrike com má manutenção ocasionou o desastre